# Gun Survivor (serie)
Gun Survivor es el subtítulo de una serie de videojuegos del género de Videojuego de disparos en primera persona desarrollados por Capcom (Cavia en la cuarta entrega). Esta serie abarca cuatro títulos: Resident Evil Survivor (2000), Resident Evil Survivor 2: Code Veronica (2001), Dino Stalker (2002) y Resident Evil: Dead Aim (2003). Todos los juegos son spin-off de la franquicia Resident Evil a excepción del tercer capítulo que estuvo basado en Dino Crisis. Todos los juegos están diseñados para jugar con una pistola óptica, aunque también pueden ser jugados con un controlador convencional.
Los distintos juegos de la serie Gun Survivor aparecieron en los sistemas PlayStation (el primer capítulo), máquina de arcade (el segundo), y PlayStation 2 (segundo, tercer y cuarto título).

## Sistema de juego
Los juegos de esta serie se desarrollan siempre en primera persona, con la excepción del cuarto capítulo, cuya exploración es en tercera persona (aunque puede activarse la primera persona para explorar, pero el personaje no puede correr). Los juegos ofrecen total libertad de movimientos y el jugador puede explorar los escenarios a voluntad. 
Una característica que poseen el segundo y tercer capítulo es que hay un tiempo límite para cada misión. Si el contador llega a cero y el jugador no ha llegado al objetivo puede suponer la muerte. Esta característica no está presente en el primer y cuarto capítulo, ya que su exploración y desarrollo son totalmente libres al estilo de los Resident Evil convencionales.

## Títulos

### Resident Evil Survivor
Conocido en Japón como Gun Survivor Biohazard, apareció en la consola PlayStation en el año 2000, con unas ventas de  483.900 unidades ( también existe una versión para teléfonos móviles que salió a posteriori, pero no fue programada por Capcom). La historia gira en torno a un misterioso hombre amnésico a causa de un accidente de helicóptero, cuya misión es averiguar qué se encontraba haciendo en una perturbadora isla llena de zombis.

### Resident Evil Survivor 2: Code Veronica
Su título original japonés fue Gun Survivor 2 Biohazard: Code Veronica y su estreno fue primero en máquina recreativa en colaboración con Namco en 2001. Meses después, fue convertido para PlayStation 2 (sólo en Japón y Europa). Este juego basa su breve argumento en el videojuego Resident Evil Code: Veronica. Destaca también la aparición de Némesis como uno de los enemigos a evitar.

### Dino Stalker
Gun Survivor 3 Dino Crisis apareció en Japón en el año 2002 para la consola PlayStation 2, y su título fue modificado para el mercado occidental como Dino Stalker. Este tercer capítulo dejó de lado la franquicia Resident Evil y fue dedicado a Dino Crisis. La trama de este capítulo está conectada en cierto modo al de Dino Crisis 2, al que conviene haber jugado antes para comprender algunos detalles de este Dino Stalker.

### Resident Evil: Dead Aim
En Japón se le conoce como Gun Survivor 4 Biohazard: Heroes Never Die, fue programado por Cavia y salió para PlayStation 2 en el año 2003. Este último capítulo combina la perspectiva en primera persona (para disparar) y tercera persona (para explorar los escenarios). Un agente del gobierno llamado Bruce McGyvern debe investigar un misterioso transatlántico perteneciente a la corporación Umbrella. Aparece también un personaje femenino, Fongling, de origen chino. La relación entre Bruce y Fongling guarda numerosas similitudes con la de Leon S. Kennedy y Ada Wong en Resident Evil 2.
- Datos: Q3120807